# FotoCH
fotoCH ist die erweiterte Form des Pilotprojekts fotoBE, eines Online-Lexikons als Verzeichnis der Fotografen und fotografischen Bestände im Schweizer Kanton Bern. Initiiert wurde die Non-Profit-Plattform vom Kunst- und Fotohistoriker Markus Schürpf, Leiter des Büros für Fotografiegeschichte Bern. 
Das Lexikon und Repertorium zur Fotografie, das mit wissenschaftlichen Ansprüchen das ganze fotografische Schaffen in der Schweiz und im Fürstentum Liechtenstein seit der Erfindung der Fotografie 1839 dokumentiert, erfüllt eine Portalfunktion und erfasst weit über die Landesgrenzen hinaus die Biografien von mehr als 20'000 Fotografen.

## Entstehungsgeschichte
1999 wurde vom Kunst- und Fotohistoriker Markus Schürpf das Fotobüro Bern gegründet. Ursprünglich als Online-Nachschlagewerk fotoBE für Berner Fotografen und fotografische Bestände initiiert und umgesetzt, wird seit dem Jahr 2004 an einem gesamtschweizerischen Verzeichnis gearbeitet. Das verfügbare Lexikon fotoBE wurde 2009 in fotoCH umgewandelt. Der gemeinnützige Trägerverein Fotobüro Bern unterstützt die Arbeit seit dem Jahr 2010. Das Online-Lexikon umfasst seit 2017 auch ein Bildportal.

## Leistungen
Das Lexikon wird fortlaufend aufdatiert, erweitert und aktualisiert. Es finden sich Informationen zu mehr als 200 Institutionen und über 3400 Beständen sowie Ausstellungen und Literatur. Von 2011 bis 2013 wurden die Ergebnisse der Fotoenquête (1998–2002), die in Zusammenarbeit mit Memoriav eruiert worden waren, ins Repertorium von fotoCH integriert und in Rücksprache mit den Institutionen nachgeführt. Markus Schürpf, der seit 1993 in regelmässigen Abständen Produktionen von Fotoausstellungen initiiert und begleitet, arbeitet mit einem kleinen Team von wissenschaftlichen Mitarbeitern auch an der Überarbeitung und zukünftigen Ausgestaltung von fotoCH.